# Nuttaphon Narkthong
Nuttaphon Narkthong (Thai: ณัฐพล นาคทอง; * 2. Januar 1984) ist ein thailändischer Badmintonspieler. 

## Karriere
Nuttaphon Narkthong siegte 2004 beim Smiling Fish und 2005 bei den Sri Lanka International. Bei der Sommer-Universiade 2007 gewann er Bronze im Herrendoppel mit Songphon Anugritayawon und Gold mit dem Team. Bei den Südostasienspielen des gleichen Jahres erkämpfte er sich ebenfalls Bronze mit dem Team. Bei der Badminton-Weltmeisterschaft 2009 schied er dagegen schon in Runde eins aus.

## Sportliche Erfolge
| Saison | Veranstaltung           | Disziplin    | Platz | Name                                         |
| ------ | ----------------------- | ------------ | ----- | -------------------------------------------- |
| 2004   | Smiling Fish            | Herrendoppel | 1     | Nuttaphon Narkthong / Panuwat Ngernsrisul    |
| 2005   | Sri Lanka International | Herrendoppel | 1     | Siwath Khoosakunthum / Nuttaphon Narkthong   |
| 2007   | Universiade             | Herrendoppel | 3     | Songphon Anugritayawon / Nuttaphon Narkthong |
| 2007   | Universiade             | Team         | 1     | Thailand                                     |
| 2007   | Südostasienspiele       | Team         | 3     | Thailand                                     |
| 2009   | Weltmeisterschaft       | Herrendoppel | 33    | Patipat Chalardchaleam / Nuttaphon Narkthong |